# Peperin

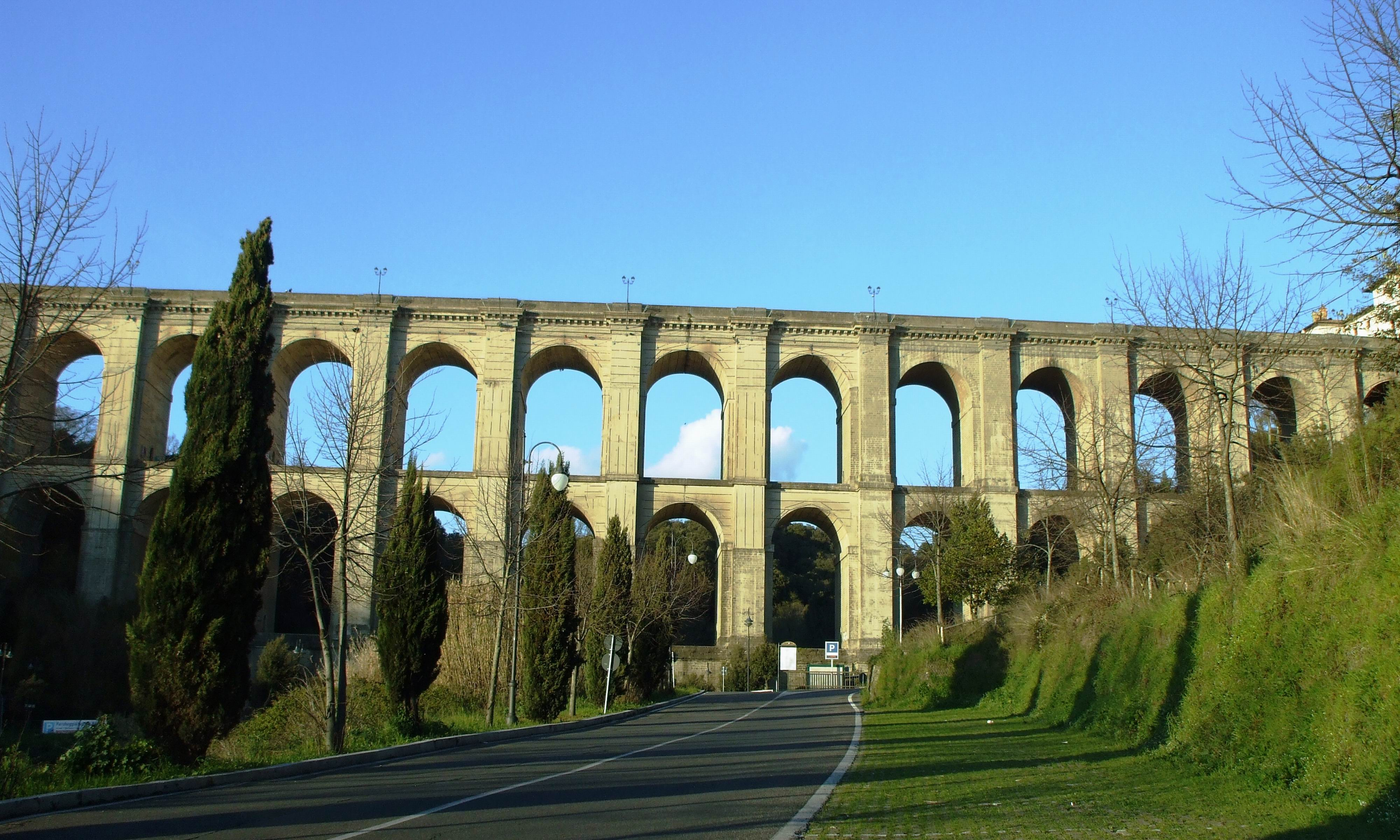
Most u Ariccia

Peperin, peperit (italsky peperino) je typ zeleného, hnědého či šedého tufu, který se typicky nachází v Itálii, v okolí Říma.
V antice byl též označován jako lapis albanus, albanský kámen, kvůli svému nalezišti v Albanských vrších, Soriano nel Cimino. Název byl inspirován černými skvrnami připomínající pepř – peper.
Peperin je tvořen jemnými zrny sopečného prachu a písku. Obsahuje augit (pyroxen), slídu, magnetit, leucit ap.
Při výstavbě římských silnic byl peperin místy používán jako svrchní materiál vozovky. Některé jeho facie jsou navíc leštitelné, takže se na římských stavbách objevoval i jako dekorativní kámen.